# Rodolfo de Guînes
Rodolfo de Guînes también Raúl de Guînes (Pas-de-Calais, c. 992-París, 30 de mayo de 1036) fue un noble francés de origen normando, tercer conde de Guînes. Era hijo de Ardolfo de Guînes y Maud [Matilde] de Boulogne (c. 965-982). Su padre murió cuando tenía 9 años y su madre murió cuando cumplió 13 años. 
Las crónicas le definen como un mal administrador de sus bienes y posición, se convirtió en un tirano a causa de sus extravagancias. Entre otros, impuso un impuesto de capitación de un denario anual por individuo sin distinción de edad, sexo o condición, y de cuatro denarios para bodas y funerales.  Por temor a las revueltas, prohibió a los campesinos llevar armas distintas de las porras de madera, lo que les valió el apodo de colvékerliens y massuiers. Según Lamberto de Ardres, Rodolfo no tenía suficiente propiedad propia para repartir entre su séquito, por lo que «arremetía constantemente contra sus súbditos, exigiéndoles exacciones injustas y saqueándolos, calumniándolos y oprimiéndolos».
Murió durante un torneo en París el 30 de mayo de 1036. Fue herido dos veces, y al caer de su caballo los perros lo despedazaron. El cuerpo fue luego arrojado al río Sena, y los intentos de recuperarlo fueron imposibles. en palabras de Lamberto de Ardres:
[Raúl] vivió demasiado pródigamente, fue injusto y odioso con su pueblo, y no murió una muerte oportuna sino miserable a causa de sus reprimendas.
Lamberto aporta otros detalles de su muerte:
[...] después de recibir una herida en el estómago, Raoul fue arrojado de su caballo por las flechas que le lanzaron los arqueros (que también le perforaron el ojo derecho). Luego, capturaron al conde, que todavía estaba medio vivo, y lo despojaron. Después de que estaba claramente muerto, no tuvieron piedad y lo arrojaron al Sena, después de lo cual nunca más lo volvieron a ver.

## Herencia
Se casó con Rosella de Saint Pol (c. 995-1062), hija de Hugo I, conde de Saint-Pol. Fruto de esa relación nacieron varios hijos:
- Eustaquio (Eustache) de Guînes (apodado Barba Blanca, c. 1025-1071);
- Roberto le Blount (apodado El almirante, c. 1029-1066). Roberto tenía el mando de los barcos de guerra de Guillermo II de Normandía (Dux Navium Militarium). Señor de trece baronías en Suffolk, condado en el que era el primer barón feudal de Ixworth y señor del castillo de Orford;
- Raúl de Guînes, conde de Guînes y de Boulogne;
- Guillermo [William] Le Blount, responsable de la infantería en la batalla de Hastings y recompensado con varias baronías en Lincolnshire.

William le Blount y Robert le Blount, junto con Eustaquio, participaron en la conquista normanda de Inglaterra (1066). Eustaquio tras la batalla de Hastings regresó a Normandía. Roberto le Blount es el primer referente de la familia le Blount (posteriormente derivaría en Boyle), que reivindicaba estar vinculados con la mayoría de las familias reales de Europa y contaron entre sus ancestros a emperadores y reyes de Francia, reyes de Dinamarca, los condes de Flandes y los güelfos, duques de Baviera.